# Шейх Абдулах ил Илахи
Шейх Абдулах ил Илахи (на гръцки: Σεΐχη Ιλαχή, на турски: Sheikh Ilahi) е османски духовник и мисионер от дервишкия орден Накшбенди.
Заселва се в Енидже Вардар, където в негова чест Ахмед бей Евреносоглу построява Шейх Илахи джамия и Шейх Илахи хамам. Умира в 1491 година и е погребан в тюрбе край Шейх Илахи джамия.